# AllSides
AllSides Technologies Inc. (en español: Tecnologías de todos los aspectos, Sociedad Anónima) es una empresa estadounidense que estima el sesgo político percibido en el contenido de los medios de comunicación escritos en línea. AllSides presenta diferentes versiones de noticias similares de fuentes que clasifica como de derecha, izquierda y centro política, con la misión de mostrar a los lectores noticias fuera de su burbuja de filtros y exponer el sesgo de los medios. AllSides fue creado por su actual propietario y director ejecutivo, John Gable.
Centrándose en las publicaciones en línea, AllSides califica las fuentes en una escala de cinco puntos. Cada fuente es clasificada por editores voluntarios no remunerados, supervisados por dos miembros del personal que tienen sesgos políticos diferentes entre sí. Estas revisiones colectivas se complementan con revisiones editoriales realizadas por miembros del personal. Se pueden realizar reevaluaciones en función de los resultados vía un botón de «Me parece / No me parece» obtenidos a partir de los comentarios de la comunidad, vía colaboración distribuida. AllSides utiliza estas clasificaciones para producir gráficos de sesgo de los medios que enumeran las fuentes más populares.

## Historia
AllSides fue fundada en 2012 por John Gable, un ex asistente político republicano convertido en gerente de Silicon Valley que trabajó en Netscape, y Scott McDonald, un programador de computadoras.    
En 2016, AllSides se asoció con la activista Joan Blades para lanzar un programa en el aula, AllSides for Schools, y se asoció con otras organizaciones para ofrecer programas como Mismatch, una plataforma para conectar a usuarios que difieren política y geográficamente.

## Contenido

### Sistema de calificación
El personal de AllSides declara obligatoriamente sus inclinaciones políticas.  En 2012, Gable afirmó que AllSides tiene como objetivo resaltar el sesgo de los medios en los Estados Unidos y "mostrar todas las noticias de izquierda, centro y derecha".  A partir de 2021, AllSides se financia a través de membresías pagas, donaciones únicas, capacitación en alfabetización mediática y anuncios en línea.
AllSides se centra únicamente en contenido escrito en línea (no TV, radio o podcasts).  Clasifica las fuentes en una escala de izquierda a derecha que luego se agrupa en cinco categorías (izquierda, se inclina a la izquierda, centro, se inclina a la derecha y derecha) en lugar de un gradiente que, según reconoció la empresa, sacrifica la precisión en favor de la simplicidad.  AllSides publica estas calificaciones junto con los artículos que publica en su sitio.

### Contenido educativo
AllSides se asoció con Living Room Conversations, una organización sin fines de lucro fundada por la empresaria y activista progresista Joan Blades, para brindar contenido educativo a través de una organización relacionada llamada AllSides for Schools. Gable, Blades y sus organizaciones asociadas han elaborado planes de lecciones para las escuelas sobre cómo abordar las conversaciones políticas y ayudaron a crear Mismatch, una plataforma para conectar a estudiantes que difieren política y geográficamente.

## Crítica
Jake Sheridan, del Instituto Poynter, señaló la controversia que rodea a los cuadros de clasificación de sesgos en general y recomendó que los lectores consideren la confiabilidad de las fuentes además del posible sesgo.  También citó a Kelly McBride, quien reconoció que el sesgo es un factor importante, pero no el más importante, especialmente si los gráficos dan una falsa sensación de confiabilidad.  Sheridan citó a Tim Groeling, quien advirtió que si bien el sesgo es importante, los gráficos no son algo que la mayoría de los consumidores utilizarían.  Tanto Groeling como McBride elogiaron la metodología de AllSides y Ad Fontes.  En 2019, el columnista de The Guardian, John Harris, lamentó que su experiencia con AllSides no lo ayudó, como le hubiese gustado, a eliminar su odio de su dieta personal de noticias.
Dashka Slater incluye a AllSides en una lista de organizaciones con la misión no partidista de alentar a los estadounidenses a interactuar respetuosamente.

### Organizaciones
- Índice global de desinformación
- Sesgo de los medios de comunicación/verificación de hechos
- NoticiasGuard
- Nuestro. Noticias